# Afrocygnus chauvireae
Afrocygnus chauvireae — викопний вид гусеподібних птахів родини Качкові (Anatidae). Птах вважається видом лебедів. Птах існував у кінці міоцену та у пліоцені в Африці. Скам'янілі рештки знайдені у пізньоміоценових відкладеннях у формації Торос Меналла у Чаді. Вважається, що до виду належать рештки, які знайденні на півдні Лівії у формуванні Сахабі та які спочатку були віднесені до роду гусей.